# 6227 Alanrubin
6227 Alanrubin (1981 EQ42) là một tiểu hành tinh nằm ở rìa ngoài của vành đai chính được phát hiện ngày 2 tháng 3 năm 1981 bởi S. J. Bus ở Đài thiên văn Siding Spring trong khóa học thuộc Khảo sát tiểu hành tinh Schmidt-Caltech vương quốc Anh.